# Подганёва, Вера
Вера Подганёва (в замужестве Якабова; чеш. Viera Podhányiová (Jakabová), 19 сентября 1960, Злате-Моравце, Чехословакия) — чехословацкая хоккеистка (хоккей на траве), вратарь. Серебряный призёр летних Олимпийских игр 1980 года.

## Биография
Вера Подганёва родилась 19 сентября 1960 года в чехословацком городе Злате-Моравце (сейчас в Словакии).
Играла в хоккей на траве за «Калекс» из Злате-Моравце (ныне клуб носит название ХОКО). Чемпионка Чехословакии среди юниорок 1978. Серебряный призёр чемпионата Словакии 2003.
В 1980 году вошла в состав женской сборной Чехословакии по хоккею на траве на летних Олимпийских играх в Москве и завоевала серебряную медаль. Играла на позиции вратаря, провела 4 матча, пропустила 3 мяча (два от сборной СССР, один — от Индии). Что интересно, на турнире она была единственным вратарём, игравшим без шлема.
Ездила на чемпионат Европы 1984 года в Лилле, где чехословачки были девятыми.